# Андріївський ліс (пам'ятка природи)
Пам'ятка природи місцевого значення «Урочище Андріївський ліс» — колишня територія природно-заповідного фонду, було оголошене Рішенням виконкому Миколаївської обласної ради депутатів трудящих від 25.12.1979 № 668 «Про затвердження природних об'єктів пам'ятками природи місцевого значення» на землях Миколаївського району Миколаївської області (околиці с. Андріївка).

## Характеристика
Площа — 110 га.

## Скасування
Рішенням виконкому Миколаївської обласної ради депутатів № 623 від 25.12.1972 року пам'ятка природи була скасована..